# 大霍杜特卡河
大霍杜特卡河是俄羅斯的河流，位於堪察加半島，河道全長約95公里，河水主要來自融雪和雨水，是紅大馬哈魚、大麻哈魚和大麻哈魚的產卵地。